# 고원희 가옥
고원희 가옥(高元熙 家屋)은 광주광역시 남구 압촌동에 있는 일제강점기의 건축물이다. 1987년 6월 1일 광주광역시의 문화재자료 제8호로 지정되었다.

## 개요
이 곳은 임진왜란(壬辰倭亂) 때 금산전투에서 전사한 의병장 고경명(高敬明)의 옛 집터이다. 현재의 가옥은 1917년 고원희의 증조부인 고종석(高琮錫)이 지은 것이다.
지금은 사랑채, 안채, 곳간채, 사당이 남아있는데 예전에는 더 많은 건물들이 있었다고 한다. 사당에는 고경명과 아들 종후(從厚), 인후(因厚)의 위패를 모신 부조묘(不祖廟)가 있다.

## 참고 자료
- 고원희가옥 - 국가유산청 국가유산포털